# Masato Kurogi
Masato Kurogi (黒木 聖仁, Kurogi Masato) est un footballeur japonais né le 24 octobre 1989 à Miyazaki. Il évolue au poste de milieu défensif.

## Biographie
Avec le club du Cerezo Osaka, il se classe deuxième du championnat de deuxième division en 2009, et troisième du championnat de première division en 2010.

## Palmarès
- Vice-champion du Japon de D2 en 2009 avec le Cerezo Osaka